# Кранфорд (Нью-Джерсі)
Кранфорд (англ. Cranford) — селище (англ. village) в США, в окрузі Юніон штату Нью-Джерсі. Населення — 23 847 осіб (2020).

### Клімат
| Клімат : Кранфорд                            | Клімат : Кранфорд | Клімат : Кранфорд | Клімат : Кранфорд | Клімат : Кранфорд | Клімат : Кранфорд | Клімат : Кранфорд | Клімат : Кранфорд | Клімат : Кранфорд | Клімат : Кранфорд | Клімат : Кранфорд | Клімат : Кранфорд | Клімат : Кранфорд | Клімат : Кранфорд |
| Показник                                     | Січ.              | Лют.              | Бер.              | Квіт.             | Трав.             | Черв.             | Лип.              | Серп.             | Вер.              | Жовт.             | Лист.             | Груд.             | Рік               |
| Абсолютний максимум, °C                      | 22,8              | 23,9              | 32,2              | 36,1              | 35,6              | 36,7              | 40,6              | 39,4              | 37,2              | 31,1              | 27,2              | 24,4              | 40,6              |
| Середній максимум, °C                        | 4,5               | 6,4               | 11,4              | 17,7              | 23,2              | 27,8              | 30,4              | 29,4              | 25,4              | 19,1              | 13,2              | 7,0               | 17,9              |
| Середній мінімум, °C                         | −5,8              | −4,8              | −0,8              | 4,1               | 9,4               | 14,8              | 17,6              | 17,0              | 12,8              | 6,2               | 1,7               | −3                | 5,8               |
| Абсолютний мінімум, °C                       | −23,3             | −21,1             | −17,2             | −11,1             | −4,4              | 0,0               | 5,6               | 3,9               | 0,6               | −5,6              | −10               | −20,6             | −23,3             |
| Норма опадів, мм                             | 94                | 76                | 108               | 108               | 115               | 110               | 129               | 120               | 118               | 109               | 106               | 107               | 1301              |
| -------------------------------------------- | ----------------- | ----------------- | ----------------- | ----------------- | ----------------- | ----------------- | ----------------- | ----------------- | ----------------- | ----------------- | ----------------- | ----------------- | ----------------- |
| Джерело: The Western Regional Climate Center |                   |                   |                   |                   |                   |                   |                   |                   |                   |                   |                   |                   |                   |

## Демографія
Згідно з переписом 2010 року, у селищі мешкало 22 625 осіб у 8583 домогосподарствах у складі 6151 родини. Було 8816 помешкань
Расовий склад населення:
| - 91,8 % — білих - 2,8 % — азіатів - 2,6 % — чорних або афроамериканців - 0,1 % — корінних американців - 1,0 % — осіб інших рас |

До двох чи більше рас належало 1,6 %. Частка іспаномовних становила 6,5 % від усіх жителів.
За віковим діапазоном населення розподілялося таким чином: 24,2 % — особи молодші 18 років, 58,6 % — особи у віці 18—64 років, 17,2 % — особи у віці 65 років та старші. Медіана віку мешканця становила 42,8 року. На 100 осіб жіночої статі у селищі припадало 91,7 чоловіків;  на 100 жінок у віці від 18 років та старших — 87,2 чоловіків також старших 18 років.
Середній дохід на одне домашнє господарство  становив 128 367 доларів США (медіана — 115 201), а середній дохід на одну сім'ю — 150 642 долари (медіана — 135 500). Медіана доходів становила 83 939 доларів для чоловіків та 60 839 доларів для жінок. За межею бідності перебувало 2,1 % осіб, у тому числі 0,8 % дітей у віці до 18 років та 3,6 % осіб у віці 65 років та старших.
Цивільне працевлаштоване населення становило 12 396 осіб. Основні галузі зайнятості: освіта, охорона здоров'я та соціальна допомога — 26,6 %, науковці, спеціалісти, менеджери — 12,5 %, фінанси, страхування та нерухомість — 10,0 %, виробництво — 9,4 %.